# Aapamyr

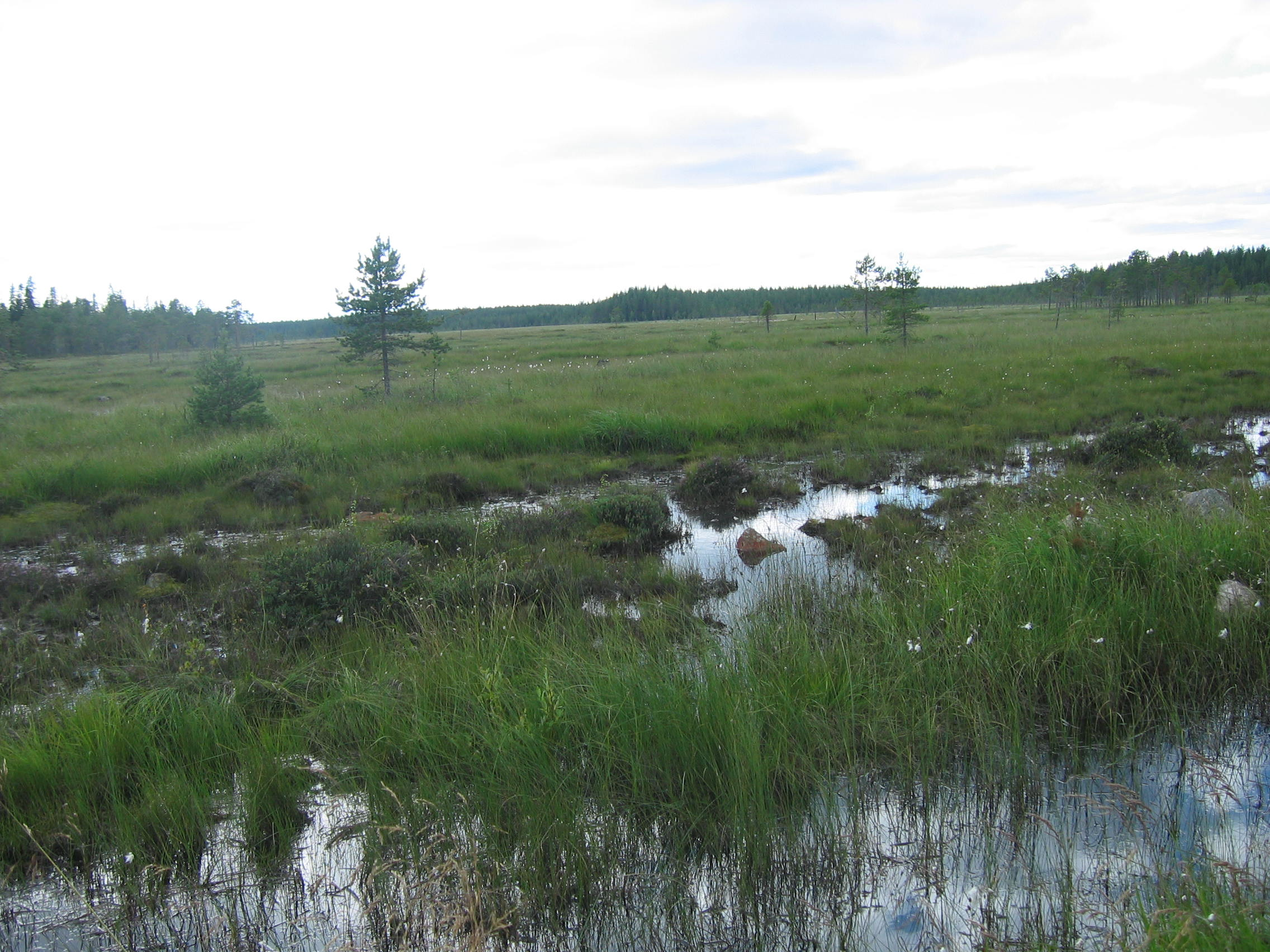
Aapamyr i Niittysuo, Utajärvi.

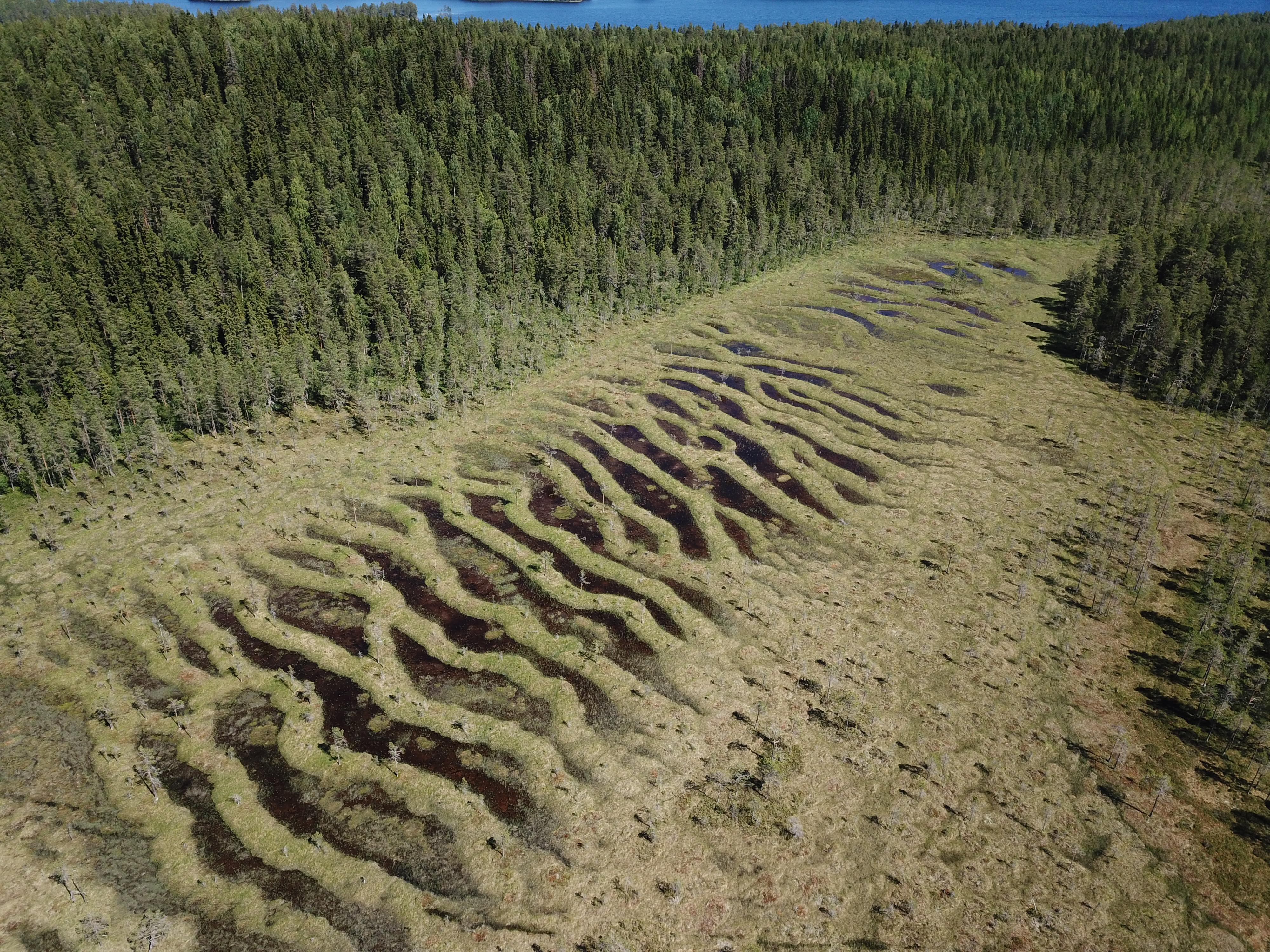
Flarksträngkärr är en myrtyp i aapamyrkomplexet.

Aapamyr är en typ av myr som förekommer i norra barrskogsregionen. Den omfattar en rad olika undertyper av mossar och kärr och definieras av Naturvårdsverket på följande sätt: 
"Myrkomplex som domineras av kärr i de centrala delarna. Hydrotopografiska myrtyper som strängflarkkärr och olika typer av blandmyrar räknas automatiskt till aapamyrar. Andra myrtyper som kan ingå i dessa komplex är nordliga mossar av rostvitmossa-typ, topogena och soligena kärr, backkärr och sumpskog. Aapamyren är nordlig och bäst utbildad ovan Limes Norrlandicus."
Aapamyrar får till största delen sitt vatten från flödande smältvatten och närliggande mineraljordar.
Ordet kommer från finskans aapasuo.
Inom Europeiska unionen är aapamyren en naturtyp av gemenskapsintresse enligt habitatdirektiv, där den har naturtypskod 7310. Den är därmed en av de naturtyper som ska skyddas genom avsättande av Natura 2000-områden. 
Aapamyrar förekommer även i Nordamerika.